# Royal Society of Literature
La Real Sociedad de Literatura (en inglés Royal Society of Literature) es la organización superior en  Gran Bretaña dedicada al estudio y la difusión de la literatura.
Se fundó en 1820 y su sede se encuentra en Somerset House, Londres, junto con otras organizaciones culturales y artísticas.